# 三不運動
三不運動（日語：三ない運動／さんないうんどう），正式名稱為「針對高中生的汽機車三不運動」
（高校生に対するオートバイと自動車の三ない運動／こうこうせいにたいするオートバイとじどうしゃのさんないうんどう）
是日本發生過的社會運動。此運動由PTA組織命令全國高等學校（高中）禁止高中生取得機車（含第1種原動機付自転車）以及汽車的駕照，
以宣示「不讓考駕照」「不給買車」「不給騎/開車」的口號而得名。

## 汽機車三不運動
日本各地高中自1970年代末起就有施行。因地而異，例如有些地方施行增加「不給搭車」口號的「四不運動」，
甚至如神奈川縣又加上「父母不退讓子女要求」的「四加一不運動」。
自1980年代起，由於交通事故隨機車風潮盛行而增加，以及全國各地增加的暴走族製造危險和噪音，
使得機車被冠上「危險」和「暴走族」的惡名和刻板印象。1982年（昭和57年）8月25日，社團法人全國高等學校PTA連合會（以下高P連）
以「憂心機車事故激增」「尊重高中生的生命」為由，在仙台大會宣示「不讓考駕照」「不給買車」「不給騎車」的「三大指針」，
以「三不運動」之名發佈全國「特別決議文」，命令全國高中施行。
。
然而日本國政府從來就批判三不運動。1971年（昭和46年），當時的總理府交通安全對策室研究以美國的高中實施的
Driver Education（駕駛人教育課程）為範例在日本高中實施交通安全教育的可能性，並發表報告書
。
當時的文部省立場上也不允許不存在於學習指導要領的三不運動，到了1980年代，管轄交通安全教育的體育局，
更積極促成編纂因應高中生利用機車的交通安全指導書

。以此成果，到了1989年（平成元年）9月，
文部省發表在高中課程中導入考照相關科目的構想
。
在1980年代後半到1990年代前半的「第二次交通戰爭」時期，交通事故死亡人數空前暴增，
三不運動的事故預防效果備受質疑；並且也到了廢止運動、在高中導入安全駕駛指導課程的時機。
神奈川縣在1990年（平成2年）4月就廢止了「四加一不運動」，改以「神奈川新運動」取代。
此運動規定高中生是「車社會的一員」，不再一昧禁止，而是宣導學生考取駕照和參加縣警開辦的技術講習、
促進學校的交通安全教育體系化和了解學生持有駕照的情形
。
高P連無可逃避時局的變化，遂在1990年8月全國大會採用運動名義的附議為「依地方情況調整的運動」
。
1991年（平成3年）5月27日，一名私立修德高等學校的退學生在東京地方法院控告校方退學處份，請求損害賠償，並且勝訴。
判決書指出，該生只因為考到駕照就被退學，校規不僅違憲，更違反道路交通法，係校長濫用懲戒裁量權。
受此影響，高P連1992年大會時在決議文追加項目「針對學校地理條件等特別理由正確處置之許可」

，「全國一律」的實施體制，至此走向毀滅。
1994年（平成6年）5月，在福島縣發生一起死亡事故。有高中生被生徒指導教員（相當於訓導主任）駕汽車逼車導致發生事故死亡，
此事爆發日本社會針對三不運動最大的譴責聲浪，因此在同年9月18日，
當時的高P連會長終於投書每日新聞以「個人的見解」表明將會廢止三不運動的全國決議。
機車廠商本田技研工業自1986年（昭和61年）起就在德島縣與生光學園中學校．高等學校合作實施安駕課程。
本田技研工業的創業者本田宗一郎生前在自傳中就批判過三不運動：
「比起以教育之名拿走高校生的二輪，充分教導騎乘的規則和危險性不是學校教育該做的嗎？」
他的想法由本田的經營團隊傳承下來。後來曾任本田會長的，在任日本自動車工業會會長時，
於2015年（平成27年）7月23日發言表示「有些縣會在高中的入學說明會上發放高中生不需要機車的傳單。
這些縣的主張是，所謂高中生沒有事故只是在學三年期間內減少事故就好，高中生騎自行車，（畢業了當社會人）再開車如何。
腦袋不會轉彎，讓人感到強烈的危機感。」沒有指名，但批判了推行三不運動的琦玉縣狀況
。
又，2018年（平成30年）6月上任本田會長的八鄉隆弘指出，1982年銷售328萬輛的日本機車市場在2018年減少到當年的8分之1，
主要因素在於三不運動的嚴重影響，「在身心柔軟的高中生時期學好交通法規，安全和道德水準、技術的進步很重要」
「雖然是國家許認可的事業，但在行政上應主張而不主張，市場將會更加瀕臨危機」
。
前眾議院議員笹川堯是機車愛好者，以愛好者的觀點批判三不運動。其三子在群馬縣當議員時也提倡廢止三不運動，
改以在學校教育引進競技騎乘課程。
交通經濟學的觀點也認為，虧損的大眾運輸業者不該靠著通學的名義用行政補貼維持，而是要讓高校生活用機車作為交通手段。
此觀點自1990年代起提出
。
1997年（平成9年）8月的高P連大會，三不運動的「全國決議文」改為對單位PTA（單一學校的PTA）拘束力較弱的「宣言文」，
此宣言授權由各校自行裁量存廢，甚至允許應地區情況需要加入「運轉者教育」

，容許高中生利用機車的傾向漸趨明確。
内閣府共生社會政策擔當（前總務廳交通安全對策室）和早已自文部省改組的文部科學省，
則考量前述時局變化和全國各地「二輪車教育指定校」指定高中的教學成果，以迫使PTA組織放棄三不運動為政策目標。
2012年（平成24年）高P連大會，連前述的宣言文也不見了，改為宣傳包含自行車和行人在內的交通水準提升運動，
三不運動就此沒有下文。雖然到了檢視三不運動的時機，但如後述廣島縣的情況，仍然可見行政和教育的對立
。

## 三不運動終止後仍在施行的地區

### 群馬縣案例
群馬縣警察認為三不運動導致車社會化的疏離，必須實施安全教育，與主張運動減少機車死傷的縣教育委員會對立

，直到2015年制定新的自動二輪車指導方針，才廢止了運動。

### 琦玉縣案例
當地的公立高中早在1981年（昭和56年）就已開始三不運動，對已考取駕照的學生祭出
戒告（申誡）、謹慎（禁足）、停學、退學4階段的懲戒處份。但在個資取得不易的情況下，掌握學生持有駕照的情形非常困難。
除非直接確認或發生重大事故，若駕車的事實沒有表面化，校規處份自然不能執行。
琦玉縣內的機車事故，從2000年代到2010年代，約從300件降至100件，但高中生機車事故死亡人數依然在1~8人之間

。
2018年（平成30年）2月9日，「自動二輪車等交通安全檢討委員會」向教育委員會提出制定改變三不運動的指導要領、導入駕照申報制、
推行交通安全運動等建言的報告書

，三不運動的檢視才終於向前一步。

### 廣島縣案例
該縣反而倒行逆施，改由教育委員會管理全縣公立高中，針對日間部（全日制）學生制定以「統一校規」為準的禁止措施，違反者以「教育委員會處罰」，
與社會運動的三不運動不同，係史無前例的改以地方教育行政權發動，以保有法律正當性的強力禁止作法。
廣島縣沒有公開三不運動繼續的訊息，通常被認為是各校自主協定決定是否繼續。但在2017年的縣議會上，公明黨籍議員質詢縣教育長
關於三不運動重新檢視的問題，縣教育長答詢稱「贊同三不運動的主旨，已對各高中作（行政）指導。」
由此可以證實，廣島縣教育委員會自行將三不運動捲土重來，以施加強大法律效力；並以此對轄下各公立高中發佈命令，
以對象為全組織（全公立全日制（日間部）高等學校）實施
。
凡廣島縣公立高中日間部在學生，不僅強行禁止考取機車駕照，其他車輛駕照也都禁止考取。連申請程序都沒有，確保任何理由都不許可。
至於汽車（普通自動車）駕照考取的許可條件有三：
①考照必要性或理由必須妥當。
②進路（升學／就職）已決定或內定，科目沒有不及格或重補修。
③進駕訓班必須在3年級第2學期的期末考（12月）結束以後。
這些條件等同無法於在學期間考取。若未經許可開車入校或考取駕照，將依教育行政處份被列為特別指導對象，並且可能不予推薦甄試
。
廣島縣公安委員會由於前述的損害賠償判例顯示三不運動違法，
認定「三不運動侵害國民個人正當權利（侵害個人人權）」，不僅不配合三不運動，還指責縣教育委員會濫權侵害人權，發生對立

。縣教委的禁令，是只針對公立高中日間部的歧視措施，定時制、通信制（非夜間部）則不在禁令範圍，明顯不是保護所有高中生免於機車事故，
而只是一部份。
至於過年度生已有就職而持有駕照、在國外考照再回國「外免切替」、
在其他都道府縣高中在學時考取駕照等不受廣島校規影響者，
只要轉學、入學到廣島公立高中，將被沒收駕照，即使成年人也不例外，
以「沒有駕照就沒有危險」為由而完全不實施交通安全教育導致事故率不減反增。雖然縣教育委員會堅決否認此因果關係，
高中在學生的汽機車事故件數與全國相較之下也極低，但取而代之的是自行車在交通事故成為第一當事者（加害者／肇事者）的人數居全國之冠，
其原因在於不遵守基本的道路交通法（實為不知道有這個法，路口違規為最大事故原因）。加害者和被害者相加後，
在2015年當時，自行車事故有5成是高中學生肇事，占廣島縣全交通事故（人身事故）達1成，即使畢業後考取駕照，取得後數年間成為
交通事故第一當事者的人數與全國相較也明顯突出

。
因此，廣島縣公安委員會在前述高P連2012年大會同時發表呼籲：凡重視「交通安全教育」（駕訓課程）並且修滿，
也就是正當取得駕照的學生，若發生因學校沒收不能定期換照導致駕照失效，對抗措施即是（警方）依日本刑法竊盜罪、強要脅迫罪，
向校長執行逮捕令狀，強制校方交出駕照，協助學生回避不利益，要求學生在蒙受不利益之前告知警方。
事實上，如向原高等學校首頁的「駕照取得」項就明確宣示「未經本校許可上駕訓班或考取駕照，將列為特別指導對象，
並且可能不予推薦甄試。」由於是給全校學生看的告示，也有涉及濫用懲戒權、以公權力行使脅迫的可能性的問題

。
（另，原文寫成「運転免許『証』取得」，依文意看是把「運転免許」取得給搞錯，可見法律常識程度之低。）
又，廣島縣公安委員會指定駕訓班在平成24年之前也不收高中生，後來才開放。其後例如沼田駕訓班，連學生家屬也納入交通安全教育對象，
開辦原付講習

。國立廣島大學附屬高等學校以校方掌握學生駕照取得情形為由，需透過導師申請，
凡屆滿該駕照種別指定的年齡即可考照，不會沒收駕照，在學中也可駕駛車輛。但以校園沒有學生用停車場為由，禁止汽機車通學
。
由日本新聞網（JNN）離職員工組成的在地民間教育研究實踐團體畑賀學習會，在廣島縣實施高中實態調查。
該會表示，已向公安委員會確認，學校沒收駕照到畢業為止（各校自稱「學校保管」）是與法律無關的縣教育委員會和各市教育委員會主導的獨自行政處份，
遇到更新期限過期的失效將不符合「不可抗力失效」的要件，甚至會變成「完全無照」。
即使本來已有駕照者，入學後雖然沒有行政處份，也必須繳交「保管」，
呼籲回國新生、過年度新生、轉學生、再學生必須格外注意

。

## 日本其他三不運動
除了「針對高中生的汽機車三不運動」外，也有其他以「不╳╳」為口號標語的運動，一律遵循三大法則。
- 公職選舉法的三不運動[26]。

- - 政治家「不贈與」獻金給有權者。
  - 有權者「不要求」政治家的獻金。
  - 有權者「不接受」政治家的獻金。

- 以排除黑道幫派為目的，暴力團排除條例的三不運動[27]。

- - 不利用幫派
  - 不恐懼幫派
  - 不資助幫派
    - （後又加上「不結交幫派」）

## 外部連結
- SPORTSCARweb-Sprits of Honda Sports-（本田技研工業與前述生光學園合作施行的安全教育介紹）
- 神奈川縣交通安全教育